# زیردریایی کلاس لادا
زیردریایی کلاس پروژه ۶۶۷ «لادا» (به روسی: Подводные лодки проекта ۶۷۷ «Лада») یک کلاس از زیردریایی‌های ساخت روسیه است که با پیشرفت طرح زیردریایی کلاس کیلو و به عنوان جایگزینی برای آن ساخته شده‌است. نوع صادراتی این زیردریایی هم زیردریایی کلاس آمور نام دارد. لادا نسبت به کیلو بی‌صداتر است و از یک سیستم جنگی جدید بهره می‌برد. فقط یک فروند از این کلاس تکمیل شده که با نام سن پترزبورگ در نیروی دریایی روسیه فعال است. ارتش روسیه برنامه خرید هشت فروند از این زیردریایی را دارد. طول آن ۷۲ متر (۲۳۶ فوت ۳ اینچ) می‌باشد.دارای شش تیوپ برای پرتاب اژدر است و بیستون یک اژدر دیگر در اژدر خانه خود حمل کند